# Chéronnac

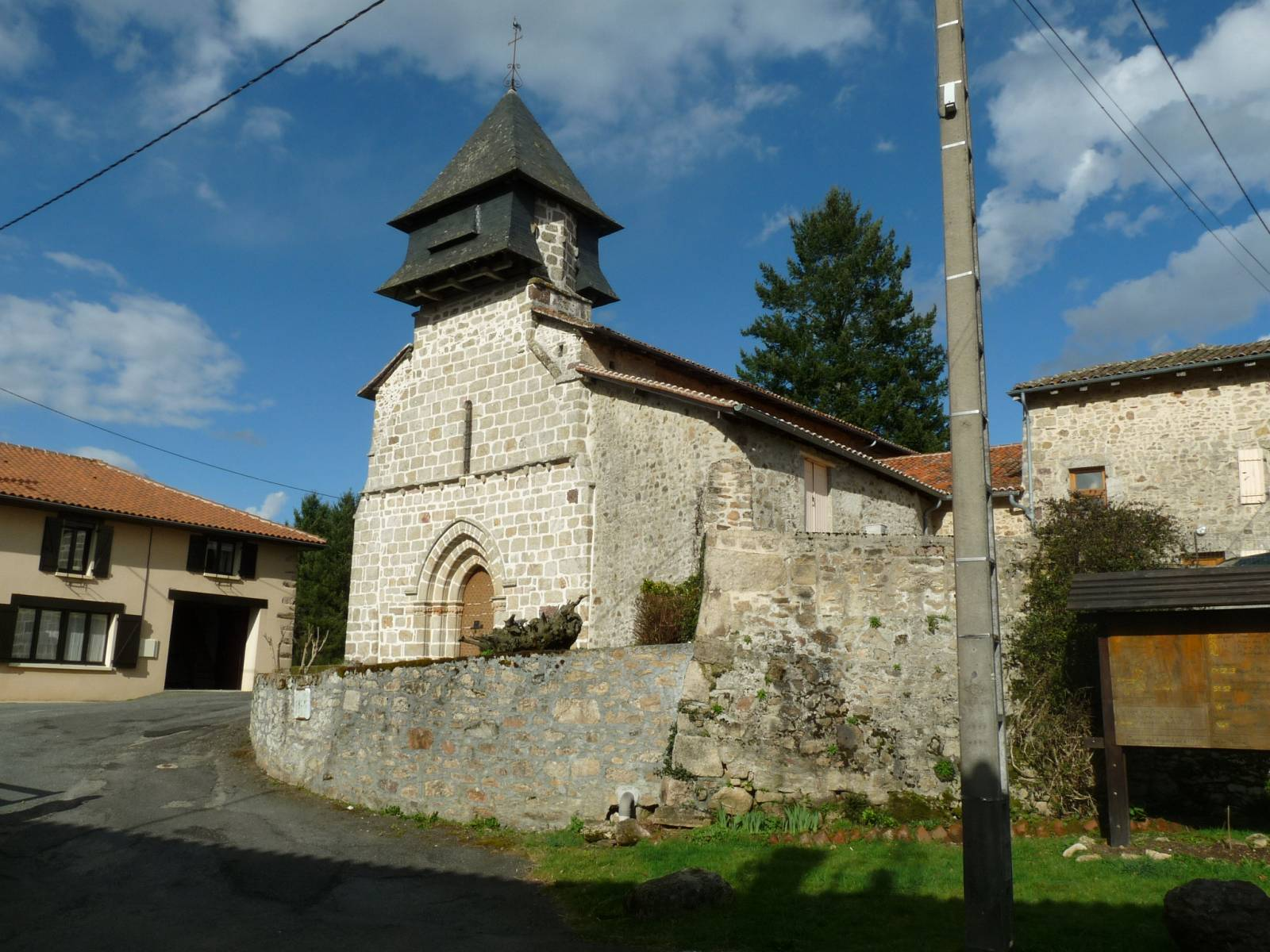
Kościół w Chéronnac (2010)

Chéronnac – miejscowość i gmina we Francji, w regionie Nowa Akwitania, w departamencie Haute-Vienne.
Według danych na rok 1990 gminę zamieszkiwało 338 osób, a gęstość zaludnienia wynosiła 18 osób/km² (wśród 747 gmin Limousin Chéronnac plasuje się na 335. miejscu pod względem liczby ludności, natomiast pod względem powierzchni na miejscu 368.).

## Populacja

Populacja Chéronnac w latach 1962–2008